# Cashmere (Washington)
Cashmere é uma cidade localizada no estado norte-americano de Washington, no Condado de Chelan.

## Demografia
Segundo o censo norte-americano de 2000, a sua população era de 2965 habitantes.
Em 2006, foi estimada uma população de 3003, um aumento de 38 (1.3%).

## Geografia
De acordo com o United States Census Bureau tem uma área de
2,3 km², dos quais 2,3 km² cobertos por terra e 0,0 km² cobertos por água. Cashmere localiza-se a aproximadamente 241 m acima do nível do mar.

## Localidades na vizinhança
O diagrama seguinte representa as localidades num raio de 20 km ao redor de Cashmere.